# 公武合体
公武合体（こうぶがったい、旧字体：公󠄁武合體）は、幕末（1850年代から1860年代）の日本において、朝廷（公）の伝統的権威と、幕府及び諸藩（武）を結びつけて幕藩体制の再編強化をはかろうとした政策論、政治運動をいう。公武合体策、公武合体論、公武合体運動、公武一和（こうぶいちわ）とも呼ばれる。

## 概要

### 幕府
幕府側にとっては、アメリカ合衆国との不平等条約である日米修好通商条約の調印を巡って分裂した朝廷・幕府関係の修復を図り、幕府の権威を回復するための対応策として推進された。尊王の立場から朝廷と幕府の君臣間の名分を正すことで反幕府勢力による批判を回避する一方、既に慣例化していた大政委任論を朝幕間で再確認し、改めて制度化することにより、幕府権力の再編強化が目指された。この公武合体政策を単なる名目に終わらせず、具体的にその成果を国内に示すため推進されたのが、将軍・徳川家茂に対する皇妹・和宮親子内親王の降嫁策であった。

### 公武合体派
一方、越前藩の松平慶永（春嶽）、薩摩藩の島津斉彬・久光兄弟ら公武合体派の有力者からは、朝幕の連携に加え、外様藩をも含めた有力諸藩が力を合わせて挙国一致の体制を築くことが主張された。
これは従来の譜代大名が就任する老中制に変革を迫るものであり、保守的な幕閣との摩擦は避けられないものであったばかりか、幕府中心の公武合体政策とも次第に齟齬をきたした。彼らは通商条約の異勅調印には批判的であったものの、開国・通商容認論が大勢を占めており、戦争も辞さぬ破約攘夷を唱える尊王攘夷急進派と鋭く対立した。

## 展開

### 一橋派による幕府・雄藩協調
嘉永6年（1853年）、アメリカ合衆国のマシュー・ペリーが第13代大統領ミラード・フィルモアの国書を持って来航、軍艦による示威を伴いつつ開国を要求した（黒船来航を参照）。当時の老中首座である阿部正弘は、大名の反抗もあって失敗に終わった天保の改革の反省もあり、薩摩藩ら雄藩との協調を重視する方針を取った。阿部は諸大名に開国についての諮問を行った上、朝廷に国書の受理を通達したが、このどちらもが前例のないことであった。日米修好通商条約の締結を巡る諮問では、諸大名の間では当初は戦争も辞さぬ強硬論もあったが、開国策を採る幕府による度重なる諮問の末、結局は大名間でも通商容認論が主流を占めるに至った。
通商条約締結問題と並行し、幕府内では将軍継嗣問題を巡る政争が進展していた。松平慶永（越前藩主）、島津斉彬（薩摩藩主）ら有力大名は自藩の政治参加を求めて一橋慶喜（一橋徳川家当主）の擁立を図る運動を起こし、雄藩協調策を採る阿部ら幕臣もこれを支持した（一橋派）。一方、幕府の権威再興を目指す保守派の井伊直弼（彦根藩主）らは徳川慶福（紀州藩主）を支持した（南紀派）。
安政4年（1857年）に阿部正弘が急死した後も、老中首座堀田正睦らにより幕府の雄藩協調策は不変であったが、強力な攘夷論者であった孝明天皇が条約の勅許を拒否したことにより、政治的に打撃を受ける。南紀派が勢いを得て井伊直弼が大老に就任する一方、堀田正睦ら一橋派幕臣は日米修好通商条約の勅許を得ぬままの即時調印を決断するが、将軍継嗣問題で巻き返すことができず失脚した。

### 井伊政権と戊午の密勅
安政5年（1858年）5月、大老に就任した井伊直弼は慶福を将軍後継に決定して（家茂）将軍継嗣問題を決着させ、一橋派幕臣を失脚させた。一橋派諸大名は直弼に対して違勅調印を批判するが、もとより一橋派は通商論が優勢であり、条約の違勅調印を主導したのも実際には正睦ら一橋派幕臣であったから、結局直弼を論破することができず、逆に隠居・謹慎などの処分を受けてしまった。
アメリカとの通商条約調印後、幕府はフランス、イギリスなどと同様の条約を次々と結んだ（安政五カ国条約）。これら直弼の政策を不服とする孝明天皇は、水戸藩はじめ御三家、御三卿などに対して戊午の密勅を下した。この中で孝明天皇は幕閣、外様大名、譜代大名らの協調による「公武御合体」を要求しており、密勅は万一の場合の出兵依頼も含めて各藩に回送されたが、後の弾圧に際しても薩摩藩・長州藩を含め各藩は動かなかった。一方、これを徳川斉昭（前水戸藩主）らによる陰謀とみた直弼は反対派に対する大弾圧を行い、即時攘夷を求める孝明天皇を屈服させた（安政の大獄）。直弼の強引な政治手法は各方面の反感を買うところとなり、1860年（安政7年）に水戸・薩摩浪士により直弼は暗殺された（桜田門外の変）。

### 尊攘急進派と公武合体派の対立
直弼の暗殺後、老中首座には安藤信正が就任した。信正らは井伊政権時から検討されてきた孝明天皇の妹和宮と将軍家茂の結婚を推進し、朝廷との連合（公武合体）をもって権威の修復を試みた。天皇は侍従岩倉具視らの献策を受け、幕府による将来の攘夷に期待して和宮降嫁を受け入れた。しかし、この政略結婚はかえって尊王攘夷派を刺激し、信正は水戸浪士に襲われ負傷（坂下門外の変）、程なく失脚した。
幕府が公武合体政策を推進する中、雄藩は自藩の政治的発言力を高めることを狙って公武間の周旋に乗りだした。和宮降嫁後の1862年4月、薩摩藩は幕府を旧一橋派大名との協調路線へと復帰させるため、藩主の父で最高実力者である島津久光が自ら兵を率いて上洛する。久光は朝廷に幕府への勅使派遣を強硬に要求、勅使の大原重徳とともに江戸へ赴き、一橋慶喜を将軍後見職に、松平慶永を政事総裁職に就けることに成功した（文久の改革）。久光の上洛に際して、安政の大獄により処分されていた山内容堂（前土佐藩主）らも宥免された。また、久光は上洛時に自藩の尊攘急進派を粛清し（寺田屋騒動）、急進派との対決姿勢を明確にした。
一方、旧一橋派と一線を画す長州藩は、直弼暗殺後の幕府に「航海遠略策」を掲げて接近し、公武周旋を図った。これは積極通商により国力を高め、将来の攘夷を目指すという開明的なものであったが、周旋は結果的に失敗した。1862年（文久2年）には一転して破約攘夷（通商条約破棄、対外戦争覚悟）を藩論に採用し、長州藩は京都を中心に激化する尊王攘夷運動の盟主となった。「天誅」と称するテロリズムが吹き荒れる中、攘夷を掲げる孝明天皇及び、長州・薩摩・土佐各藩の尊攘急進派が公武合体派公家を制して朝廷を動かし、文久3年（1863年）1月、上洛した将軍家茂に攘夷実行を確約させるに至った。3月には松平慶永が政事総裁職を辞任、久光・容堂らも退京するなど、公武合体派の退潮が明らかとなった。
これに対し、薩摩藩は会津藩らと結託して、実力行使により尊攘派公家・長州藩らを朝廷から一掃した（八月十八日の政変）。こののち朝命により幕府老中・一橋慶喜（将軍後見職）・松平容保（京都守護職、会津藩主）に加え、松平慶永・山内容堂・伊達宗城（前宇和島藩主）・島津久光（幕末の四賢侯）らの参加による参預会議が成立し、雄藩諸侯の政治参加の制度化が実現した。

### 参預会議の崩壊と討幕派の形成
文久4年（1864年）1月 - 3月に開催された参預会議は、薩摩藩の排除を狙った慶喜により短期間で解体させられ、雄藩の参加を伴う「公武合体」の機会は失われた。4月、参内した将軍家茂は、朝廷より諸政を「一切御委任」する旨の勅書を与えられ、幕府はその勅書を全国に布達した。禁裏御守衛総督に転じ、天皇の信任を得た慶喜は禁門の変（同年7月）の主力であった会津藩、桑名藩とともに朝廷の掌握に成功し（一会桑政権）、ここにあくまで幕府を中心とした形での「公武合体」が実現した。
朝廷に手掛かりを失いつつあった薩摩藩は、破約攘夷論から再転換した長州藩に接近、慶応2年（1866年）に薩長同盟を締結した。同年末に第15代将軍に就任した徳川慶喜に対し、薩摩藩は翌年5月に参預会議の再現となる四侯会議（島津久光・山内豊信・伊達宗城・松平慶永）の招集を図るが、慶喜の政治力に対抗することができず、結局これも短期間で崩壊に至った。朝廷改革・幕政改革の展望を失った薩摩藩は、長州藩とともに武力討幕を決意する。
一方、越前藩や土佐藩は幕府を前提とした公武合体路線の行き詰まりから、内戦を避けて朝廷の下での諸侯会同による「公議」の実現を目指した（公議政体派）。慶喜は土佐藩の主張を容れて大政奉還を行い、大名連合政権（諸侯会議）の樹立による徳川宗家の実権確保を目指した。

### 大政奉還から明治維新後
慶応3年12月9日（1868年1月3日）に京都・小御所において小御所会議が行われた。これは「総裁」「議定」「参与」の三職による新政府最初の会議となった。参加者は明治天皇と総裁有栖川宮熾仁親王をはじめとする皇室関係者。議定として中山忠能、正親町三条実愛、岩倉具視ら公家関係者と徳川慶勝（元尾張藩主）松平慶永（春嶽。前越前藩主）浅野茂勲（芸州藩世子）山内豊信（容堂。前土佐藩主）島津茂久（薩摩藩主）ら雄藩連合の関係者で藩主経験者。参与として土佐藩の後藤象二郎、薩摩藩の西郷隆盛、大久保利通といった藩士たちであった。会議の目的は王政復古の大号令と合わせ、政権返上した徳川慶喜に対し、内大臣の辞官と旧幕府直轄領の納地（辞官納地）を性急に迫ることでわざと反発を招き、徳川宗家の無力化もしくは武力倒幕の口実としようという倒幕派の目的が隠されていた。会議冒頭から公家側の中山忠能、岩倉具視が慶喜の忠誠心や誠意を確認するためにも辞官納地で示すべきだと主張したのに対し、容堂は「慶喜に弁明の機会も与えないのは陰険」、「幼帝を擁する権力簒奪」と激しく抗議し、「帝への不敬」として容堂は謝罪させられた。だが、春嶽も容堂の主張に賛同して「慶喜の会議出席」を求め、慶喜を新政府に参加させる意志のない岩倉・大久保は罪状を並べて断固拒否した。この後、容堂の主張を後押しする後藤とそれに反発する大久保との間に大激論が繰り広げられた。慶勝と春嶽が容堂支持に回り、岩倉・大久保の支持は茂久のみで形勢は慶喜許容論に傾きつつあった。だが、休憩の間に岩倉が茂勲を説き伏せて支持に回らせ、西郷は岩倉に短刀を渡して反対派と差し違えろと覚悟を迫った。このため会議再開後は妥協案が模索され、春嶽と慶勝が慶喜へ辞官納地の決定を伝え、慶喜が自発的にこれを申し入れるという形式をとることが決定された。
結果として、武力倒幕の意志を明瞭にした岩倉と薩摩藩に対し、公武合体論の帰結となる諸侯会議派の越前・土佐・尾張側が武力倒幕に反対の姿勢を示すことになり、薩摩側も大幅な妥協を迫られた。春嶽、慶勝から報告を受けた慶喜は辞官納地をただちに実行すれば家臣たちが激昂するので猶予を求めると回答。京坂地域での戦闘回避を求める風潮が広まり、諸侯会議派が勢いを増した。慶喜の辞官については「前内大臣」を称することで、納地については具体的な方法が不明瞭となり、更に内容を骨抜きにした形で三職会議で了承された。
ところが長州藩兵が赦免されて入京。また西郷が江戸市内で放火・略奪・暴行といった挑発行動を行うよう指示。城を除く市街地への略奪・暴行の根拠これに旧幕府側が江戸薩摩藩邸の焼き討ちで報復した。こうした動きに暴発した旧幕府勢力が鳥羽・伏見の戦いを引き起こした。結果、敗北した慶喜は大坂を退去し、恭順を示すため蟄居。慶喜寄りの諸侯会議派は反徳川派への転換を迫られた。
一方、三職会議が実務能力にも優れた元藩主たち議定に仕切られたことへの反省と警戒から三職の下に七科を配し、ここに実務に通じる微士を入れることで対抗措置とする。この微士たちがその後、明治官僚として新政府の中核を担うことになる。また、廃藩置県により、士族出身の議定たちの身分と発言力を保証していた藩が解体されたことで急速に発言力が低下した。
また、公武合体論と内戦回避を持論とし、大政奉還の影の立役者となった坂本龍馬の影響を受けた元土佐藩士の後藤象二郎と板垣退助は明治六年政変で失脚後は自由民権運動に尽力。海援隊士の陸奥宗光、海援隊居候の中江兆民らもこの運動に参加している。